# Estandarte imperial incaico
El estandarte imperial incaico se refiere a una suerte de estandarte o tocapu utilizada por el soberano inca durante el periodo imperial incaico. Vale señalar que dicho emblema no tiene un uso idéntico al de las banderas nacionales contemporáneas pues representaba el poder imperial y la figura del Inca o emperador; no al imperio como nación estado, el cual nunca llegó a tener una bandera.

## Historia
Las crónicas y referencias de los siglos XVI y XVII respaldan la idea de un estandarte imperial. Sin embargo, representaba al Inca y no al imperio.
Francisco de Jerez escribió en 1534 en su crónica Verdadera relación de la conquista del Peru y provincia de Cusco, llamada la Nueva Castilla:

... todos venían repartidos en sus escuadras con sus banderas y capitanes que los mandan, con tanto concierto como turcos.

El cronista Bernabé Cobo escribió:

... el guión o estandarte real era una banderilla cuadrada y pequeña, de diez o doce palmos de ruedo, hecha de lienzo de algodón o de lana, iba puesta en el remate de una asta larga, tendida y tiesa, sin que ondease al aire, y en ella pintaba cada rey sus armas y divisas, porque cada uno las escogía diferentes, aunque las generales de los Incas eran el arco celeste y dos culebras tendidas a lo largo paralelas con la borda que le servía de corona, a las cuales solía añadir por divisa y blasón cada rey las que le parecía, como un león, un águila y otras figuras.
Bernabé Cobo, Historia del Nuevo Mundo (1653)

El libro 1615 de Felipe Guamán Poma de Ayala, Primer nueva corónica y buen gobierno, muestra numerosos dibujos lineales de banderas incas. En su libro de 1847, Historia de la conquista del Perú, William H. Prescott dice que "en el ejército inca cada compañía tenía su estandarte particular y que el estandarte imperial, sobre todo, mostraba el reluciente figura del arcoíris, la insignia heráldica de los Incas". En la edición de 1917 de Flags of the World se dice que entre los incas "el heredero aparente... tenía derecho a exhibir el estandarte real del arco iris en sus campañas militares".

### Uso actual

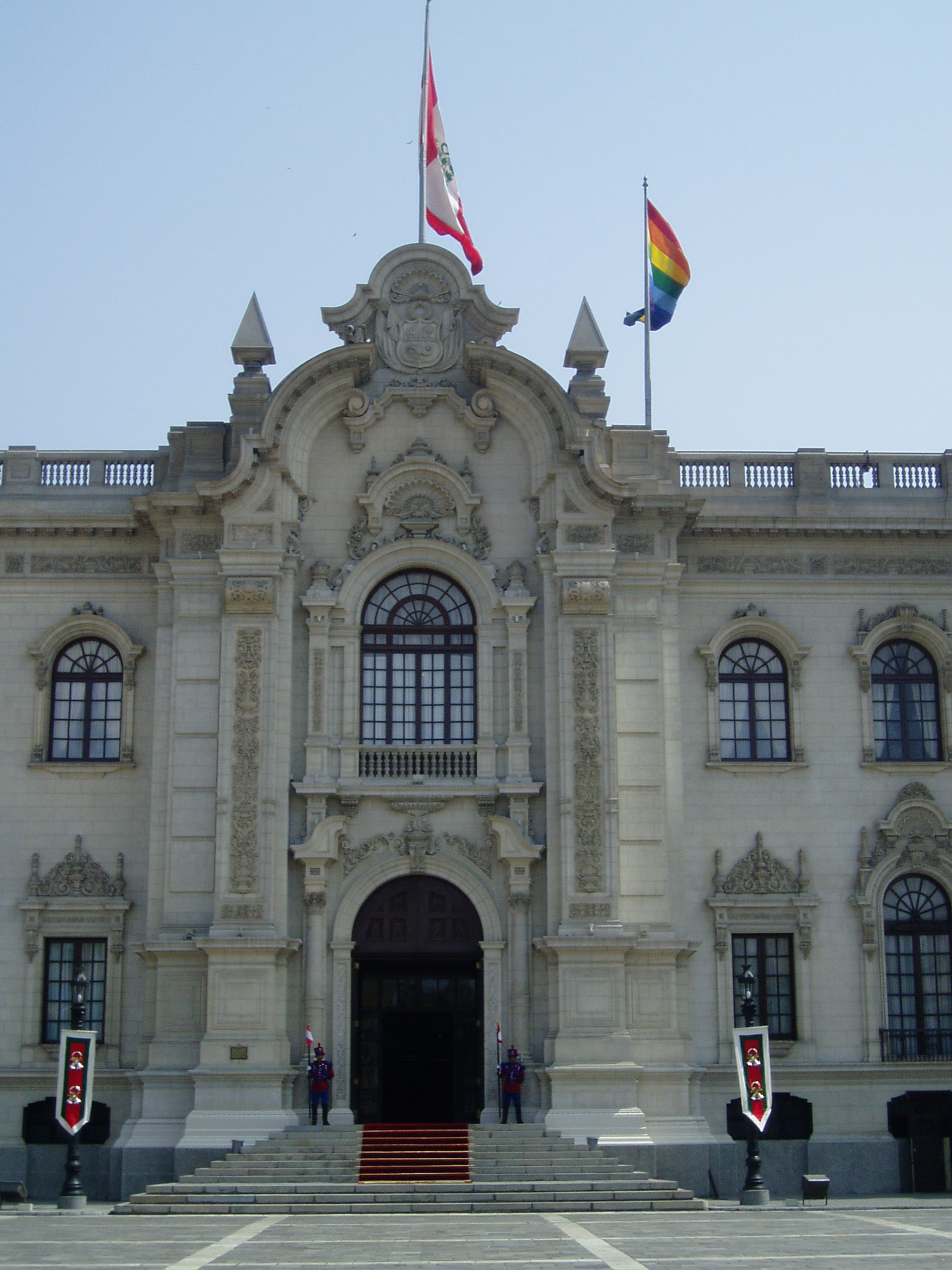
La Casa de Pizarro con la bandera nacional y la supuesta bandera inca.

En los tiempos modernos, una bandera de estilo arcoíris ha sido asociada erróneamente con el Imperio Inca y se muestra como un símbolo del patrimonio incaico por algunos grupos en Perú y Bolivia. La ciudad de Cuzco también hace uso de la bandera del arcoíris, pero como una bandera oficial de la ciudad. El presidente peruano Alejandro Toledo (2001-2006) instaló una bandera arco iris en el palacio presidencial de Lima. Sin embargo, de acuerdo con la historiografía peruana, el Imperio Inca nunca hizo uso de dicha bandera. La historiadora peruana María Rostworowski dijo: "Apuesto mi vida, el Inca nunca tuvo esa bandera, nunca existió, ningún cronista lo mencionó". Además, para el periódico peruano El Comercio, la bandera data de las primeras décadas del siglo XX, e incluso el Congreso de la República del Perú ha determinado que la bandera es falsa al citar la conclusión de la Academia Nacional de Historia del Perú:

El uso oficial de la mal llamada bandera del Tahuantinsuyo es indebido y equívoco. En el mundo pre-hispánico andino no se vivió el concepto de bandera, que no corresponde a su contexto histórico.
Academia Nacional de Historia del Perú

## Galería

Versión alternativa del estandarte.
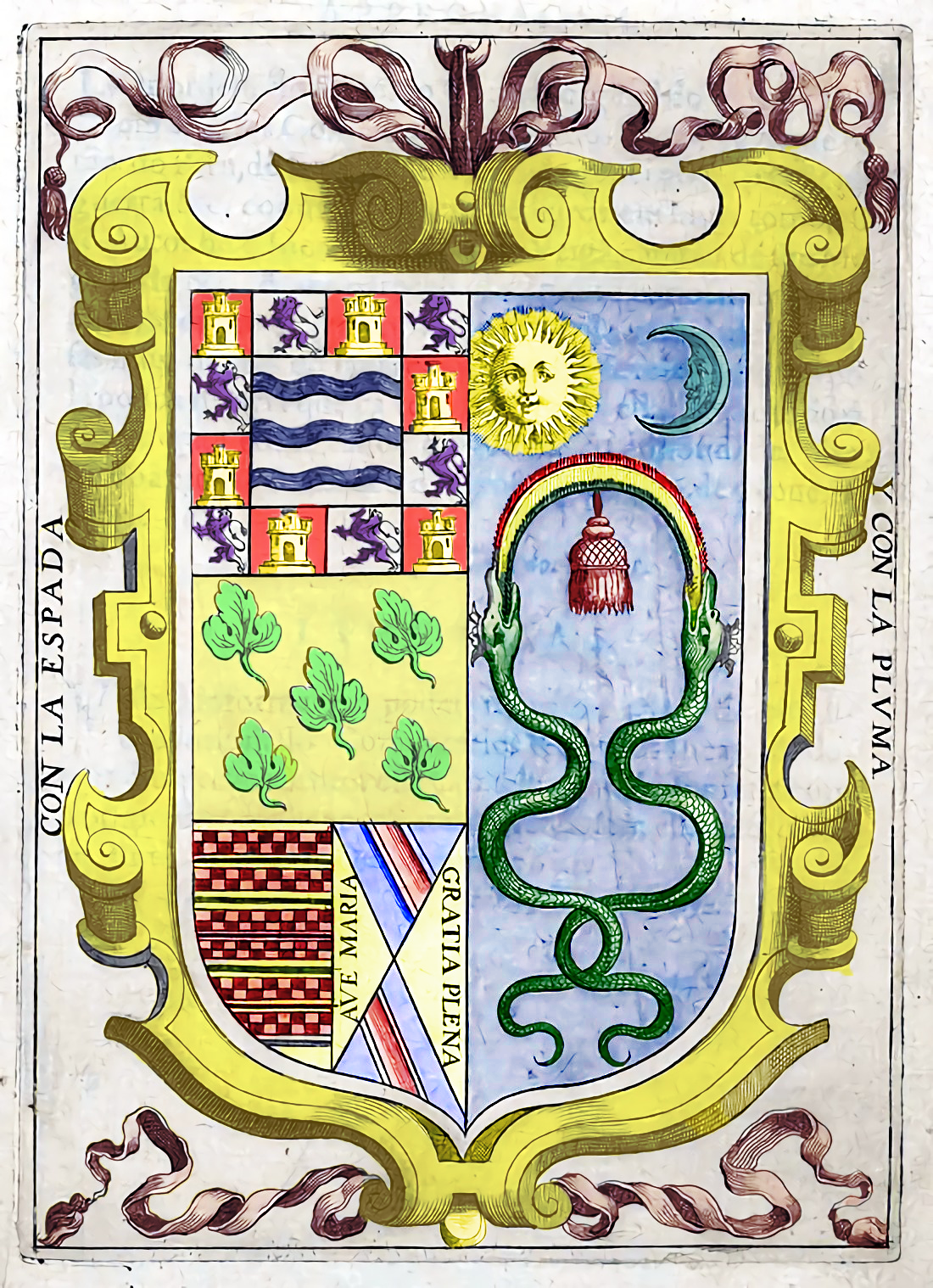
Los símbolos del estandarte imperial en el escudo de Inca Garcilaso de la Vega.
Bandera carmesí utilizada por Túpac Amaru I y Túpac Amaru II.
Bandera del Cuzco (1978-2021), en ocasiones atribuida erróneamente al Imperio inca.
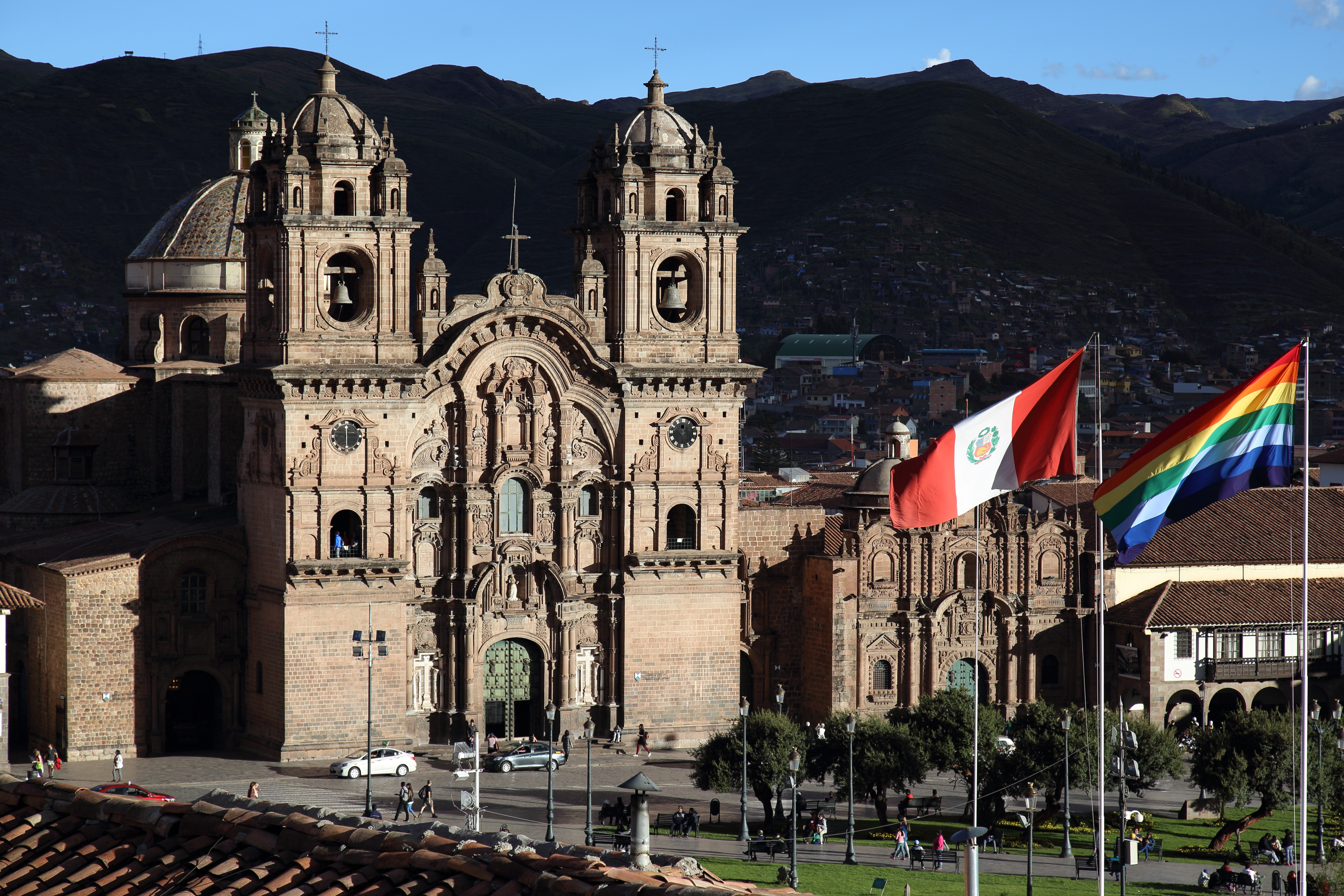
La Plaza de Armas de Cusco con las banderas peruana y cuzqueña.
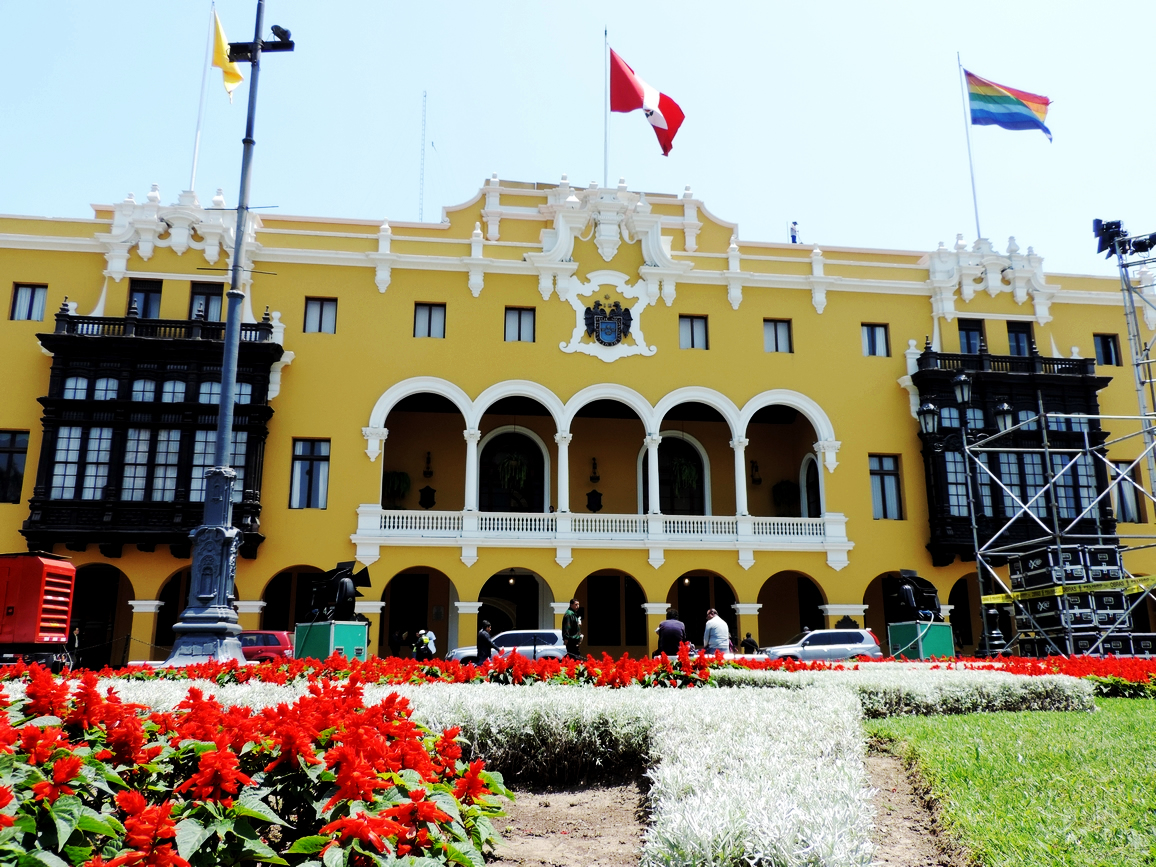
El Palacio Municipal limeño con las banderas de Lima, la nacional y la supuesta bandera inca.